# تاریخ انسان
تاریخ انسان مجموعه‌ای از اتفاقاتی است که در طول زمان برای انسان‌های روی کره زمین افتاده‌است. تاریخ انسان باستان؛ با اختراع خط آغاز شده که به صورت مستقل از یک‌دیگر، در بسیاری از نقاط زمین رخ داده‌است تا امکان ثبت یا انتقال خاطرات، تجربیات بشری و راهی برای ارتباط با یکدیگر را فراهم سازد. اختراع خط را می‌توان زمینه‌ساز رشد دانش به حساب آورد. اما با این حال، درک بهتر تاریخ بشری، مستلزمِ کسب اطلاعات بیش‌تر، راجع به دوران ماقبل تاریخ است.
تاریخ بشر توسط یک رشته پیوسته و تدریجی از اکتشافات، نوآوری‌ها و اختراع‌ها مشخص شده‌است. همچنین تاریخ گاه شامل جهش‌ها و انقلاب‌هایی است که دوره‌های جدیدی در تاریخ بشری ایجاد کرده‌اند. انقلاب کشاورزی یکی از این نقاط عطف تاریخی است. بین ۸۵۰۰ تا ۷۰۰۰ سال پیش از میلاد، در هلال حاصلخیز، انسان شروع به پرورش سیستماتیک گیاهان و حیوانات کرد. این شیوه زندگی از یک سو به سرعت به مناطق همسایه گسترش و توسعه یافت، و از سوی دیگر به صورت مستقل در نقاط دیگر زمین به وجود آمد تا سرانجام هوشمندترین زندگی‌های یکجانشینی به عنوان کشاورزی در مناطق نزدیک به آب پدید آمد. با گسترش راه‌های ارتباطی میان جوامع و پیدایش مفهوم تجارت و حمل و نقل، این واحدهای کوچک و جداگانه به مرور به یکدیگر پیوسته و واحدهای بزرگتری را تشکیل دادند. چنین رشدی در سایه امنیت نسبی و افزایش تولید ناشی از گسترش کشاورزی ممکن شد.
افزایش تولید محصولات کشاورزی به مرور باعث افزایش تقسیم کار، بالا رفتن سطح آسایش، و توسعه شهرها شد و پیدایش تمدن‌ها را ممکن ساخت. پیچیدگی رو به رشد جوامع انسانی سیستم‌های حسابداری را غیرقابل اجتناب ساخت؛ چنین نیاز و تکاملی سبب اختراع خط و آغاز نوشتن انسان شد. اختراع خط به صورت تقریباً هم‌زمان و مستقل از یک‌دیگر در نقاط گوناگون زمین روی داد که این سبب شده تا بسیاری از این نقاط خود را «گهواره تمدن» بشری بخوانند.
تمدن‌ها در آغاز و به ناچار در نزدیکی رودخانه‌ها گسترش یافتند. ۳۰۰۰ سال پیش از میلاد مسیح، اولین تمدن‌های خاورمیانه در منطقه بین‌النهرین (حدفاصل رودخانه‌های دجله و فرات)، اولین تمدن مصری در ساحل رودخانه نیل و دره ایندوس، و در نهایت اولین تمدن‌های چینی در امتداد رودخانه‌های بزرگ چین پدید آمدند.
تاریخچه جهان معمولاً تقسیم می‌شود به:
- عهد عتیق: خاورمیانه باستانی، دوران کلاسیک حوضه دریای مدیترانه، چین و هند باستان تا حدود قرن ۶ میلادی
- قرون وسطی: از قرن ۶ تا قرن ۱۵ میلادی
- دوران پیش مدرن: که شامل رنسانس در اروپا بوده و از قرن ۱۶ تا حدود سال ۱۷۵۰ میلادی است.
- عصر مدرن: از عصر روشنگری و انقلاب صنعتی اروپا در سال‌های ۱۷۵۰ تا کنون.

در اروپا معمولاً سقوط امپراطوری روم (۴۷۶میلادی) به عنوان پایان دوره باستان و آغاز قرون وسطی در نظر گرفته می‌شود. هزار سال بعد، در اواسط قرن ۱۵ میلادی، اختراع یوهانس گوتنبرگ در صنعت چاپ مدرن انقلابی در ارتباطات به وجود آورد و کمک کرد تا قرون وسطی به پایان رسیده و رنسانس اروپا و انقلاب علمی پدید آیند. در قرن ۱۸، انباشت دانش و فناوری در اروپا به حدی رسید که جرقه‌های انقلاب صنعتی زده شد.

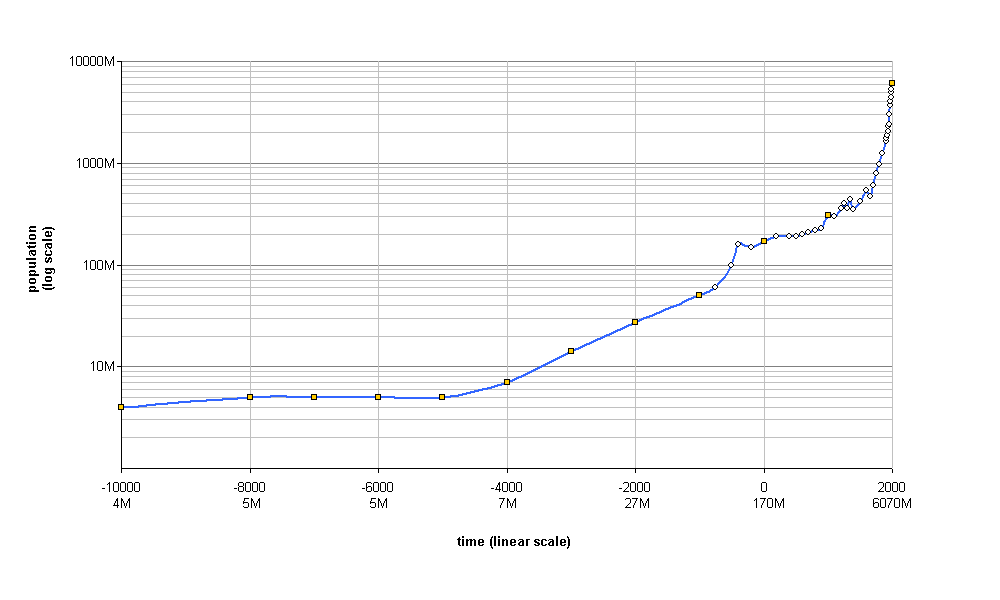
نمودار تغیرات جمعیت جهان از سال۱۰۰۰۰ ق-م تا سال ۲۰۰۰ پ-م در یک جدول لگاریتمی

## ماقبل تاریخ
دوران پیش از تاریخ یا ما قبل تاریخ از پیدایش انسان آغاز می‌شود و به پیدایش خط و نگارش که یکی از بزرگ‌ترین رویدادهای فرهنگی-اجتماعی زندگی آدمی است، منتهی می‌گردد.
اطلاعات دی‌ان‌ای و پروتئین‌های خونی نشان‌گر این است که خط اعقاب انسان‌ها و شامپانزه‌ها هشت تا شش میلیون سال پیش از یکدیگر جدا شده‌است. جنوبی‌کپی‌آسا که ۴٫۲ تا ۲ میلیون سال پیش در آفریقا می‌زیست و ممکن است یکی از آبای انسان کنونی باشد، اغلب اوقات روی دو پا راه می‌رفت اما جثه‌ای کوچک و مغزی در اندازه شامپانزه‌های کنونی داشت و عموماً بر روی درختان زندگی می‌نمود. به نظر می‌رسد این گونه قادر به استفاده از ابزار بوده‌است. قدیمی‌ترین ابزار سنگی یافت شده مربوط به ۲٫۶ میلیون سال پیش است اما استخوان‌هایی با آثاری از بریدگی حاصل از ابزار سنگی از ۳٫۶ میلیون سال پیش نیز در دست است. از گونه موسوم به انسان کارورز با قامتی بلندتر، در حدود ۱٫۸ میلیون سال پیش شباهت زیادی به انسان کنونی پدید آمد.
احتمالاً این گونه که مغز بزرگ‌تری نسبت به پیشینیان داشت، نخستین انسان‌تباری بود که تنش موی زیادی نداشت. این گونه زندگی در درخت‌ها را ترک و راه رفتن و دویدن را کاملاً اقتباس کرد. مدت کوتاهی پس از انسان کارورز، انسان‌تباران شروع به گسترش زیست‌گاه خود به فرا تر از آفریقا کردند. انسان دمانیسی در حدود ۱٫۷ میلیون سال پیش در گرجستان ظاهر شد. انسان راست قامت مدت اندکی بعد در چین و اندونزی می‌زیست. شرایط جغرافیایی و منابع غذایی متفاوت سبب شد انسان‌تباران وابستگی و روی‌کرد بیشتری به گوشت حیوانات به عنوان غذا داشته باشند. آن‌ها به منظور بقا در این نواحی وادار به کار گروهی جهت اشتراک منابع و اطلاعات بودند. ساخت تیشه مشتی آشولی نشانگر توانایی یادگیری مهارت‌های پیچیده از یکدیگر و انتقال آن به نسل‌های بعدی توسط این گونه‌ها بود. تا حدود ۶۰۰٬۰۰۰ سال پیش انسان هایدلبرگی به شکل بسیار گسترده در اروپا پخش شد.
این گونه در زمینه شکار توانایی خوبی داشت. انسان هایدلبرگی در حدود ۴۰۰٬۰۰۰ سال پیش به انسان نئاندرتال تکامل یافت که جثه‌ای تنومندتر و قوی از انسان کنونی و مغزی هم‌اندازه و حتی بزرگ‌تر از آن داشت. نئاندرتال‌ها شکارچیان و سازندگان ابزارهای چوبی بسیار ماهری بودند. آن‌ها می‌توانستند با سلاح‌های بهتر حیوانات بزرگ‌تری مانند گاومیش‌ها را از پای درآورند. این موجودات مردگان خود را دفن می‌کردند. با توجه به ساختار دستگاه صوتی آن‌ها، زبان گفتاری نئاندرتال‌ها محدود بود اما صورت‌هایی از ارتباط از طریق صداسازی کمترتر پیچیده، بین آن‌ها صورت می‌گرفت.
نخستین نشانه‌ها از انسان نوین فرا تر از قاره آفریقا، در حدود ۱۰۰٬۰۰۰ سال پیش از فسیل‌ها در موقعیت جغرافیایی اسرائیل کنونی، یافت شده‌است. توسعه سکونتگاه هومو ساپین‌ها آغاز، توقف و گاهی عقب‌نشینی‌های متعددی به خود دیده‌است. آن‌ها احتمالاً از سواحل مدیترانه در آسیای غربی وارد اوراسیا شدند و تا ۳۵٬۰۰۰ سال پیش در اروپا پخش شدند. شواهد باستان‌شناسی نشان‌گر این است که شاید این مردمان از راه عربستان (از طریق باب‌المندب) به سمت جنوب آسیا رفته‌اند. کشف ابزار سنگی با قدمت ۷۷٬۰۰۰ سال در هند و ۷۰٬۰۰۰ در مالزی نشان می‌دهد حرکت آن‌ها به سمت شرق بسیار زودتر اتفاق افتاده‌است. سکونت گسترده در استرالیا از حدود ۴۵ هزار سال پیش به وقوع پیوست. با داده‌های ژنتیکی به نظر می‌رسد ساکنان هومو ساپین آمریکای شمالی ریشه در آسیای شرقی داشته‌اند. آن‌ها احتمالاً از طریق دشت برینگیا که هم‌اکنون در تنگه برینگ زیر آب قرار دارد، از سیبری به آلاسکا رفته‌اند. آثاری همچون نیزه دو سر بازگو کننده حضور گسترده انسان‌ها در حدود ۱۲٬۰۰۰ سال پیش در آمریکای شمالی است. البته نشان‌هایی از حدود ۱۵٬۰۰۰ سال پیش از آمریکای جنوبی نیز کشف شده‌است. جزایر اقیانوسیه جزو آخرین نقاطی هستند که پای انسان از طریق فیلیپین و تایوان به آن گشوده شد. دوردست‌ترین جزایر شمالی و شرقی میکرونزی و پولینزی تا ۷۰۰ سال پیش از میلاد خالی از سکنه ماندند. زلاندنو در حدود ۱۲۵۰ سال پیش از میلاد دارای سکنه شد.
در کنار همه این‌ها و برخلاف نظریه «خروج از آفریقا»، نظریه‌ای تحت عنوان «چند منطقه‌ای» اظهار می‌دارد هومو ساپین‌ها از اعقابی که بسیار زودتر آفریقا را ترک کرده‌اند، به شکل همزمان در بسیاری از نقاط مختلف جهان تکامل یافته‌اند.

## دوران پارینه سنگی
پارینه سنگی یعنی «عصر حجر قدیمی». این دوره اولین دوره از عصر حجر است که به سه دوره پارینه سنگی ابتدایی، پارینه سنگی میانی و پارینه سنگی پایانی تقسیم می‌شود.
- پارینه سنگی ابتدایی (Lower Paleolithic) دوره‌ای در تکامل انسان است که انسان‌ها برای اولین بار شروع به استفاده از ابزارهای سنگی کردند. پارینه سنگی ابتدایی ۲٫۵ میلیون سال پیش آغاز شد. زمانی که اولین بار دسته‌ای از جانوران (Homo) پیدا شدند که انسان و انواع میمون‌ها جزو آن به حساب می‌آیند. انسان ماهر (Homo Habilis)، قدیمی‌ترین گونه در این دسته از انسان‌ها محسوب می‌شود.
- منشأ پارینه سنگی میانه (Middle Paleolithic) حدود ۳۰۰۰۰۰ سال پیش است. دورانی که با دست یابی انسان به تکنیک ساخت ابزار سنگی مشخص شده‌است. اصطلاح انسان هوشمند اولیه (Archaic homo sapiens) به‌طور معمول برای اشاره به رده انسان‌های اولیه دوره پارینه سنگی میانه استفاده می‌شود. آناتومی بدن انسان مدرن نیز در دوران پارینه سنگی میانه پدید آمد. انسان‌ها در حدود ۱۰۰۰۰۰ تا ۵۰۰۰۰ سال پیش از شرق آفریقا به آسیا گسترش یافتند و بعدها و در حدود ۵۰ هزارسال پیش به جنوب آسیا و استرالیا راه پیدا کردند. حرکت به سمت شمال و اروپای کنونی و به سمت شرق و آسیای مرکزی ۴۰ هزاره پیش و به سمت غرب و آمریکا حدود ۱۳ هزاره پیش انجام شد.
- پارینه سنگی پایانی (Upper Paleolithic) در حدود ۴۰ هزاره پیش با ظهور تنوع وسیع تری از آثار مکشوفه و پیدایش نشانه‌هایی از تمدن آغاز شد.

در سراسر دوران پارینه سنگی، انسان‌ها به‌طور کلی به عنوان عشایر شکارچی-گردآورنده زندگی می‌کردند. جوامع شکارچی-گردآورنده تمایل داشتند همچنان در گروه‌های کوچک باقی بمانند و به تساوی کامل انسان‌ها اعتقاد داشتند. هرچند گاه با کسب منابع گستره غذایی یا دستیابی به شیوه‌های ذخیره‌سازی منابع غذایی جمعیت آن‌ها گسترش می‌یافت و جوامع پیچیده تری نظیر ریاست قبیله‌ای (chiefdom) و طبقات اجتماعی تشکیل می‌دادند.
ایران در دوره پارینه سنگی:
بررسی‌های باستان‌شناسی – انسان‌شناسی در ایران امروزی برای شناسایی دوره پارینه سنگی، هم جدید و هم محدود است. به دلیل همین دو امر، اطلاعات به دست آمده نیز بسیار ناچیز و در محدوده ظن و گمان است. آثاری شامل چند افزار سنگی از منطقه‌ای واقع در ربایجان، در مثلث بین مراغه، تبریز و میانه، نیز به دست آمده‌است که بنا به گزارش متعلق به دوره پارینه سنگی قدیم است. علاوه بر آن ابزار سنگی به دست آمده از منطقه " لدیز " سیستان است که قدمتی برابر با یکصد هزار سال دارند و از نظر فن ابزار سازی، آن‌ها را جزو نوع آشولین
(Acheulean) یعنی جدیدترین ابزارهای سنگی دوره پارینه سنگی قدیم طبقه‌بندی کرده‌اند.
شاید بتوان مستندترین آثار این دوره در ایران را در غارهای خرم‌آباد کنونی و به شرح زیر ردیابی کرد:
غار همیان شامل همیان یک و دو:
این دو غار (پناهگاه) مسکون و منقوش مجاور هم واقع شده و در محلی به نام «چالگه شَلَهْ» در یکی از دره‌های رشته کوه شمال کوهدشت به نام «سَرسورن» قرار گرفته‌اند. پژوهشگران سابقه سکونت و ابزار غار همیان یک را به قدیمی‌ترین دوره موسترین (حدود ۱۰۰۰۰۰ تا چهل هزار سال ق) نسبت می‌دهند، بر اساس بررسی‌های انجام شده غار همیان دو نیز ادامه فرهنگ همیان یک شناخته شده‌است. در غار همیان دو علاوه بر ابزار و شواهد سکونت، نقاشی‌هایی از ادوار بعد بر بدنه غار شناسایی و مطالعه شده‌است، این نقاشی‌ها به گروه‌های انسانی ۱۷ تا ۱۵ هزار سال پیش نسبت داده شده‌اند.

### عصر حَجَر
میانه سنگی «مزولیتیک» ۱۰۰۰۰ تا ۸۰۰۰ ق. م
از دورهٔ میان سنگی (۸۰۰۰ تا ۶۰۰۰ سال قبل از میلاد) بشر به بیرون از غار آمده و غار را به‌جای خانه، به عنوان پناه گاه استفاده کرد.
در آثار این دوره برخلاف دوره پارینه سنگی، پیکرهٔ انسان به وفور بر روی زمین دیده می‌شود. بیش‌ترین آثار به جای مانده از این دوره در سواحل مدیترانه در اروپا است. از مشهورترین آن‌ها صخره‌های آداهورا در سیسیل ایتالیا است.
در این دوران احتمالاً به دلیل مساعد شدن شرایط آب و هوایی انسان‌ها از درون غارها بیرون آمدند و از غارها به عنوان پناه‌گاه استفاده کردند و نقاشی‌های خود را بر دیوارهای کم عمق غار بر جای گذاشتند این آثار به نقاشی‌های پناه‌گاهی معروف می‌باشند. این نقاشی‌ها کوچک و فوق‌العاده زنده‌نما می‌باشند و انسان را در صحنه‌های شکار و رقص‌های جادویی نشان می‌دهد. از این تاریخ، ساخته‌های عظیمی از سنگ توسط بشر بر جای مانده که مربوط به ۳۰۰۰ سال قبل از میلاد می‌باشد. این نوع معماری به درشت سنگ‌ها (مگالیتس) مشهور می‌باشد. این ساخته‌ها را می‌توان پایه‌های اولیه هنر معماری در تاریخ دانست. مانند اثر استون‌هنج که حدود ۱۶۵۰ سال قبل از میلاد در دشت سالزبری انگلستان به‌جای مانده‌است.
نمونهٔ دیگر این آثار در غارهای سنگی لون مین در۵/۱۲ کیلومتری حومه جنوبی شهر لویان استان خه نان در مرکز چین در پرتگاه‌های شرقی و غربی دره لون مین قرار دارد.
مهم‌ترین آثار این دوره در ایران:
غار دوشه در کوهدشت لرستان، غاری است از سنگ، یخ و گدازه‌های آتشفشانی. دیوارنگاری‌های این غار مربوط به حدود هزاره هشتم پیش از میلاد می‌باشد.
غار میر ملاس (کوهدشت)، غاری مسکون و منقوش است که در تنگه‌ای به همین نام در شمال غرب کوهدشت قرار دارد. تعدادی از نقاشی‌های بدنه غار و برخی آثار به دست آمده از آن قدیمی تر از دوره نئولتیک (حدود ۱۶۰۰۰ سال تا ۱۱۰۰۰ سال ق) تشخیص داده شده و پاره‌ای دیگر از تصاویر و شواهد آن را به دوره نئولتیک (حدود ۱۰۵۰۰ سال تا هزاره ششم ق. م) مربوط می‌دانند.
کوه ارنان: کوه ارنان در ۷۱ کیلومتری جنوب غربی شهر یزد، در جنوب روستای ارنان قرار دارد. بر روی سنگ کوه ارنان نقش‌هایی کنده شده‌است، که مربوط به زندگی انسان در دوره حجر است و قدمت شهر یزد را به ۱۰هزار سال پیش از میلاد مسیح می‌رساند.
این سنگ نوشته‌ها شباهت بسیاری با سنگ‌تراشی‌های انسان در اواخر دوره دیرینه سنگی استان همدان دارد.

### دوران نوسنگی
دوران نوسنگی را عصر شروع کشاورزی و اهلی کردن دام دانسته‌اند. در این دوران، در برخی نواحی جنوب غرب آسیا (خاورمیانه)، انسان از مرحله جمع‌آوری و شکار به مرحله کشت و اهلی کردن برخی حیوانات مثل بز و گوسفند و همچنین سگ، انتقال یافت. باستان شناسان آغاز این دوره را در حدود ۱۰ هزار سال پیش دانسته‌اند.
از اختراع‌های این عصر می‌توان به چرخ و قایق اشاره کرد. همچنین یکجانشینی و پیدایش نخستین روستاها در این دوره رخ داد. انسان‌ها در این روستاها از راه کشاورزی، باغداری، بوستان کاری و دامپروری زندگی می‌کردند و به ریسندگی و بافندگی و سفالگری نیز می‌پرداختند. برخی جانوران اهلی شدند، مانند اسب. یکجانشینی نیازمند توسعهٔ بناسازی بود و کشاورزی نیازمند آبیاری و آب‌رسانی بود. با افزایش تولید مواد کشاورزی، رفاه انسان بیش‌تر و در نتیجه باعث رشد جمعیت شد. تراکم جمعیت به تدریج موجب تنش‌ها، برخوردها و پراکندگی‌ها و مهاجرت‌هایی شد که مسیر تاریخ بشر را یکسره تغییر داد. همچنین در جمجمه‌های به دست آمده از عصر نوسنگی، آثاری از برداشته شدن تکه‌هایی از کاسهٔ سر و احتمالاً جراحی مغز دیده شده‌است.
قدیمی‌ترین آثار این دوره در ایران مربوط به مکان باستانی تپه گنج دره و آسیاب در نزدیکی کرمانشاه، علی‌کش در ایلام است.
بنای استن‌هنج در جنوب شرقی انگلستان متعلق به همین دوره است.

### پیدایش کشاورزی
برخی بر این باورند که پیدایش گندم و اهلی‌سازی گوسفند و بز در ایران، گندم تکدانه در مصر و گاو در یونان بوده‌است.

### عصر برنز
عصر برنز یا عصر مفرغ دوره‌ای در تاریخ پیشرفت بشری است که در روند آن انسان‌ها بیش‌تر به فلزکاری دست زدند و از شیوه‌هایی برای گداختن مس و قلع و فرایند آلیاژسازی آن و قالب‌ریزی برنز بهره‌بردند. عصر برنز بخشی از سامانه سه‌دوره‌ای در زمان پیش از تاریخ جامعه انسانی است. دو دوره پیش و پس این دوره در سامانه یادشده عصر سنگ و عصر آهن می‌باشند. در سامانه یاد شده عصر برنز پس از دوره نوسنگی آغاز می‌گردد؛ ولی در بیشتر بخش‌های آفریقا که زیر صحرا جای گرفته‌اند پس از دوره نوسنگی یکراست عصر آهن آغاز می‌گردد.

## آغاز تمدن

### شهر و تجارت

#### شهر
شهر؛ سکونت‌گاهی، نسبتاً بزرگ و دائمی است. سازمان ملل متحد، در سال ۱۳۶۷ خورشیدی، شهر را چنین، تعریف می‌کند:
شهر، مکانی با تراکم بالای جمعیت و مرکزیت سیاسی، اداری و تاریخی است که در آن، فعالیت اصلی مردم، غیر از کشاورزی است و دارای مختصات شهری بوده که از طریق یک دولت محلی، اداره می‌شود.
شاخص‌های تفکیک شهر از روستا، عبارت است از:
- وسعت فیزیکی
- تغییر مسیر وضعیت و نوع فعالیت اقتصادی
- نرخ اشتغال و قشربندی اجتماعی
- درجه پیچیدگی روابط و مناسبات
- چگونگی بهره‌گیری از نهادهای اجتماعی، فرهنگی، اقتصادی و سیاسی
- میزان و ترکیب جمعیت.

#### تجارت
تجارت (دادوستد)، انتقال مالکیت کالا و خدمات از یک شخص یا نهاد به دیگری به ازای دریافت چیزی از خریدار است. به‌طور کلی، هرگونه عملی (قابل سنجش و اندازه‌گیری مادی) را که اشخاص در مقابل کالا یا خدمتی، کالا یا خدمتی را واگذار نموده و هر دو طرف به هنگام این عمل راضی باشند تجارت گفته می‌شود. تجارت به دو قسمت تجارت داخلی (کوچک) و تجارت خارجی (کلان) تقسیم می‌شود. در عرف معمول به تبادل کالاها یا خدمات تجارت اطلاق می‌شود و برای بهتر معامله کردن در زمان لازم و محدود نیاز به اطلاعات و مدیریت کردن اطلاعات جهت رسیدن به هدف است. تجارت سازوکاری است که هستهٔ سرمایه‌داری را تشکیل می‌دهد.

## تاریخ باستان

### تمدن‌های ماقبل تاریخ
1. تمدن جیرفت
2. شهر سوخته
3. پادشاهی کهن مصر
4. سومر
5. تمدن دره سند
6. تمدن آمودریا
7. ایلام
8. لاگاش
9. اوما
10. ابلا
11. اکد
12. دودمان شیا
13. پادشاهی میانه مصر
14. کنعان
15. آشوری‌ها
16. بابل
17. میتانی‌ها
18. هیتی‌ها
19. موکنای
20. دودمان شانگ
21. میتانی
22. پادشاهی نوین مصر
23. نائیری
24. دودمان ژو
25. فریگیه
26. فنیقی‌ها

### قرون وسطی
قرون وسطی یا سده‌های میانه، نام یکی از چهار دوره‌ای است که برای تقسیم‌بندی تاریخ اروپا استفاده می‌شود. این چهار دوره عبارت بودند از دوران کلاسیک باستان، قرون وسطی، عصر نوزائی (رنسانس) و دوران جدید یا مدرن که از ۱۶۰۰ میلادی شروع می‌شود. معمولاً قرون وسطی را از پایان امپراتوری روم در قرن پنجم میلادی تا سقوط قسطنطنیه توسط دولت عثمانی و پایان امپراتوری رم شرقی (یا بیزانس) در ۱۴۵۳در نظر می‌گیرند.

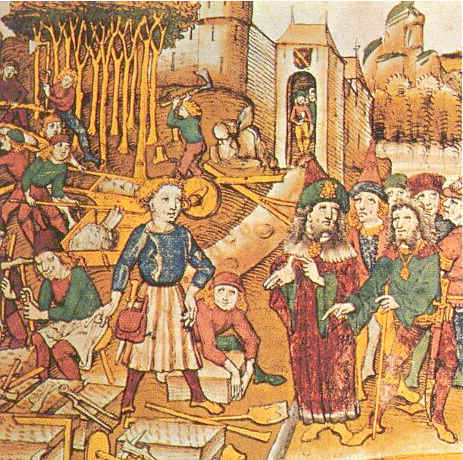
یک نقاشی مربوط به زمان قرون وسطی

#### تقسیم‌بندی برهه‌های زمانی در قرون وسطی
به‌طور معمول در تاریخ مغرب زمین قرون وسطی را به سه دوره اساسی تقسیم می‌کنند.
۱. قرون وسطی اولیه یا ماتقدم (سه قرن اول از ۳۵۰ م تا قرن ششم یعنی ۵۵۰ میلادی)
۲. قرون وسطی ثانویه یا میانه (از قرن ۶–۷ م تا ۱۲ و ۱۳ میلادی)
۳. قرون وسطی متاخر یا عالی (از قرن ۱۴ تا ۱۶ میلادی)

## تاریخ مدرن
دوران نوین، دوران مدرن یا مدرنیته به جامعهٔ جدید (مدرن) اطلاق می‌شود. مدرنیته دوره‌ای تاریخی است که بین
سال‌های ۱۶۳۰ میلادی تا ۱۹۴۰ را دربردارد و واجد جنبش‌های متعدد فرهنگی و عقلانی است. البته یورگن هابرماس فیلسوف مدافع مدرنیته بر این باور است که مدرنیته پروژه‌ای ناتمام است و هنوز به آخر نرسیده‌است. به شکل کلی می‌توان منظور از مدرنیته را جامعه‌ی‌مدرن دانست.
از نظر تاریخی، دوران مدرن با دورهٔ رنسانس آغاز شده و با عصر روشنگری و انقلاب فرانسه و ایده‌آلیسم آلمانی به عنوان گفتار کلیدی غرب تحکیم می‌شود. از ویژگی‌های این دوران می‌توان به این موارد اشاره نمود:
- در این دوره فردیت اعتلاء یافته و سنت نقد می‌شود.
- در این دوره فرد خودمختار با ظهور یا ظهور به شکل سوژهٔ دکارتی خود را ارباب و مالک طبیعت اعلام می‌کند و به مفهوم پیشرفت و بینش فعلی از تاریخ ارزش و بها می‌دهد.
- آگاهی فرد از فردیت خود
- جدایی دین از دولت
- تأکید بر آزادی‌های فردی
- افسون‌زدایی از جهان
- تأکید بر علم گالیله‌ای و نیوتونی همراه با انقلاب‌های علمی و صنعتی در غرب
- دوران عقل ابزاری - به معنای تسلط انسان بر طبیعت و انسان از طریق به‌کارگیری علم و تکنولوژی
- عقل انتقادی - به معنای تأکید بر سوژهٔ خودمختار که شناسندهٔ خود و جهان است و بر آزادی‌های فردی خود تأکید می‌کند.

همچنین دوران مدرن در رویدادهای تاریخی چون انقلاب آمریکا و فرانسه و دو اعلامیهٔ استقلال آمریکا و اعلامیهٔ حقوق بشر و شهروند ۱۷۸۹ فرانسه تجلی می‌یابد.
می‌توان گفت که چهار معنای اصلی از مدرنیته وجود دارد:
1. مدرنیتهٔ سیاسی: که در قالب مفهوم مدرن از دموکراسی و حقوق شهروندی شکل می‌گیرد.
2. مدرنیتهٔ علمی و تکنولوژیک: که نتیجهٔ آن گسست معرفتی با کیهان‌شناسی ارسطویی، ایجاد علم جدید، انقلاب صنعتی و تکنولوژی مدرن است.
3. مدرنیتهٔ زیبایی‌شناختی: که از رابطهٔ جدید انسان با زیبایی و مفهوم جدید ذوق و سلیقه نشأت می‌گیرد.
4. مدرنیتهٔ فلسفی: مدرنیته به معنای آگاهی سوژهٔ فردی از طبیعت و سرنوشت خود و قرار دادن این سوژه به منزلهٔ پایه و اساس تفکر و اندیشه.

### قرن ۱۹
سدهٔ ۱۹ میلادی به فاصلهٔ بین سال‌های ۱۸۰۱ تا ۱۹۰۰ در گاه‌شماری گریگوری گفته می‌شود. این دوره برابر با سال‌های بین ۱۱۷۹ تا ۱۲۷۸ در گاه‌شماری خورشیدی است.
گاهی مورخان از «سدهٔ نوزدهم میلادی» برای اشاره به دوران تاریخی بین سال‌های ۱۸۱۵ (۱۱۹۳) (کنگرهٔ وین) تا ۱۹۱۴ (۱۲۹۲) (آغاز جنگ جهانی اول) استفاده می‌کنند. اریک هابس بام نیز اصطلاحی به نام «سدهٔ نوزدهم میلادی طولانی» برای اشاره به سال‌های بین ۱۷۸۹ (۱۱۶۷) تا ۱۹۱۴ ساخته‌است.
در این سده امپراتوری‌های عثمانی، اسپانیا و پرتغال نابود شدند و امپراتوری‌های مغول و روم مقدس نیز به پایان رسیدند.
امپراتوری بریتانیا پس از جنگ‌های ناپلئونی، در حالی که یک چهارم از جمعیت جهان و یک سومِ زمین‌ها را در اختیار داشت تبدیل به بزرگ‌ترین ابرقدرت این سده شد. این امر باعث تقویت یک صلح بریتانیایی، پیشبرد تجارت و مبارزه با دزدی دریایی فراگیر شد.
میزان برده‌داری در کل جهان بسیار کمتر شد. پس از شورش برده‌ها در هاییتی، بریتانیا دزدان دریایی بربر را که به دزدی و برده‌گیری اروپاییان می‌پرداختند مجبور به تسلیم شدن کرد و به نیروی دریایی خود ابلاغ کرد تا هر گونه تجارت برده را متوقف سازند. برده‌داری سپس در روسیه، آمریکا و برزیل ممنوع اعلام شد. (مراجعه کنید به الغای برده‌داری)
الکتریسیته، فولاد و نفت موجبات دومین انقلاب صنعتی را که کشورهایی چون آلمان، ژاپن و ایالات متحده را تبدیل به امپراتوری‌های زمان کرد فراهم آوردند. با اینحال روسیه و سلسلهٔ چینگ در چین نتوانستند همراه با این انقلاب گام بردارند و در نتیجه آشوب‌های اجتماعی وسیعی در این دو امپراتوری به وجود آمد.

## قرن ۲۰
سدهٔ ۲۰ میلادی از سال ۱۹۰۱ تا ۲۰۰۰ در گاه‌شماری میلادی است. این دوره برابر با سال‌های بین ۱۲۷۹ تا ۱۳۷۹ در گاه‌شماری هجری خورشیدی است.
در اصطلاح عوام آن را از سال ۱۹۰۰ تا ۱۹۹۹ می‌دانند. استدلال‌های زیادی برای تصدیق برداشت عامیانه از این اصطلاح آورده شده‌است. استفان جی گولد بر این باور است که دههٔ اول سده، ۹ سال دارد. عده‌ای نیز بر این باورند که سیستم سالشماری نجومی دارای سالی به نام صفر است که معمولاً آن را به نام ۱ سال قبل از میلاد می‌شناسند. سازمان بین‌المللی استانداردسازی در سال ۲۰۰۰ استانداردی به نام ایزو ۸۶۰۱
را برای استفاده از سیستم سال‌شماری نجومی معرفی کرد. این استاندارد نظر
کسانی را که معتقد بودند سدهٔ جدید چند ماه زودتر آغاز شده تصدیق می‌کرد.
ضمناً تقریباً همیشه دهه‌ها با سال «۰» آغاز می‌شوند، در نتیجه همانگونه
نیز نامگذاری می‌شوند (۱۹۶۰).
این اصطلاح همچنین برای دوره‌هایی که روی تقویم با هم برخورد دارند نیز استفاده می‌شود که از این میان می‌توان سدهٔ بیستم کوتاه را نام برد که طبق آن سدهٔ بیستم به سال‌های بین ۱۹۱۴ تا ۱۹۸۹ اطلاق می‌شود. در نتیجه دوران پیش از جنگ جهانی اول به سدهٔ ۱۹ و سال‌های دههٔ ۱۹۹۰ جزو سدهٔ ۲۱ تلقی می‌شوند.
این نکته به درستی قابل درک است که بخشی از سال‌های ابتدایی سدهٔ بیستم
پیش از جنگ جهانی اول از دیدگاه فرهنگی و پیشرفت فناوری جزو سدهٔ ۱۹ به‌شمار می‌آید. همچنین بسیاری بر این باورند که دههٔ ۱۹۹۰ به دلیل رخ دادن وقایعی (نظیر ظهور اینترنت) جزو سدهٔ ۲۱ به حساب می‌آید.

### جنگ جهانی اول
در ماه اوت ۱۹۱۴ با ترور ولیعهد امپراتوری اتریش مجارستان جنگ عظیمی در اروپا بین آلمان، رهبر دول محور، و نیروهای متفقین به رهبری فرانسه و بریتانیا درگرفت. هیچ‌یک از دو طرف نتوانستند به پیروزی کامل دست یابند و جنگ تا چهار سال به طول انجامید. پیش از پیروزی متفقین در نوامبر ۱۹۱۸ حدود ۱۰ میلیون نفر کشته شدند. هنگامی که در ماه اوت ۱۹۱۴ جنگ اعلام شد، میلیون‌ها تن از مردم شادمان در خیابان‌های شهرهای مهم اروپا شروع به رقص و پایکوبی کردند. مردم تصمیم حاکمان خود برای رفتن به
جنگ را مورد حمایت قرار دادند. مردان جوان داوطلب برای جنگیدن، هجوم
می‌آوردند. با این وجود، صحنه‌های وحشت‌انگیز جنگ جهانی اول، نگرش مردم به جنگ را تغییر داد؛ یک نسل کامل از مردان جوان به خاک و خون کشیده شدند. جنگ جهانی اول، چهار امپراتوری را نابود کرد؛ امپراتوری آلمان تاج و تخت را از دست داد و جمهوری وایمار جایگزین آن شد. امپراتوری‌های شکست خورده امپراتوری اتریش - مجارستان و عثمانی از هم گسیختند و امپراتوری روسیه نیز به دست انقلابی‌های بلشویک افتاد.

### جنگ جهانی دوم
در قرن بیستم بین دهه‌های ۱۹۲۰ و ۱۹۳۰ بسیاری از کشورهای اروپایی از دموکراسی دست کشیدند. حزب نازی به رهبری آدولف هیتلر در آلمان به قدرت می‌رسد و فاشیست‌ها به رهبری موسولینی بر ایتالیا حکومت می‌کنند. عاقبت در سال ۱۹۳۹ در برابر حمله هیتلر ایستادند و اروپا به جنگ جهانی دوم کشیده شد. در سپتامبر ۱۹۳۹ با حمله آلمان به لهستان، جنگ جهانی دوم در اروپا آغاز شد. آدولف هیتلر، می‌خواست تا رایش سوم به یک قدرت مطلقه در اروپا تبدیل شود. در آغاز تاکتیک حملات برق‌آسا موفقیت‌آمیز می‌نمود. اما پس از سال ۱۹۴۳، قوای متفقین، متشکل از نیروهای آمریکا، شوروی و انگلستان، بر آلمان برتری یافتند. سرانجام، آلمان در ماه مه ۱۹۴۵، نه روز پس از خودکشی هیتلر، تسلیم شد. بیش از بیست میلیون اروپایی در این جنگ کشته شدند.

## قرن ۲۱
سدهٔ ۲۱ میلادی یا قرن بیست و یکم جدیدترین سده در گاه‌شماری میلادی و در اصطلاح قرن پیش‌رو است که در تاریخ ۱ ژانویه ۲۰۰۱ آغاز شد و پس از گذشت یکصد سال در ۳۱ دسامبر ۲۱۰۰ به پایان خواهد رسید. در کاربردهای عامیانه ممکن است آغاز سده بیست و یکم از ۱ ژانویه ۲۰۰۰ و پایان آن در ۳۱ دسامبر ۲۰۹۹ در نظر گرفته شود که عقیده‌ای رایج اما نادرست و غیررسمی است.